# Сюмен, Аслы
Аслы́ Сюме́н (тур. Aslı Sümen; род. 17 сентября 1994, Мерсин) — турецкая телевизионная актриса

, фотомодель и танцовщица

. Победительница конкурса «Мисс Турция» (2017).

## Биография и карьера
Аслы Сюмен родилась в 1994 году в Мерсине (Турция). У неё есть старший брат — Орхан Сюмен. Она окончила Ближневосточный технический университет по специальности «бизнес-администрирование».
Ытыр Эсен изначально была выбрана «Мисс Турция» в 2017 году, а Сюмен заняла второе место, но Эсен была лишена титула после скандального твита о попытке турецкого государственного переворота в 2016 году. Сюмен получила титул «Мисс Турция» и представляла страну на «Мисс мира 2017».
В 2021 году Сюмен дебютировала на телевидении, сыграв роль Тугче Дикман в телесериале «Игра судьбы», за которую была номинирована на премию «Золотая бабочка» в категории «Лучшая женская роль в романтическом комедийном сериале». В 2022 году она сыграла роль Эзги Уйсал в цифровом сериале «Если мужчина любит» и роль Айшегюль в телесериале «Улыбнись своей судьбе».

## Фильмография
| Год  |   | Русское название      | Оригинальное название     | Роль         |
| ---- | - | --------------------- | ------------------------- | ------------ |
| 2021 | с | Игра судьбы           | Baht Oyunu                | Тугче Дикман |
| 2022 | с | Если мужчина любит    | Erkek Severse             | Эзги Уйсал   |
| 2022 | с | Улыбнись своей судьбе | Gülümse Kaderine          | Айшегюль     |
| 2023 | с | Душа не слышит        | Ruhun Duymaz              | Хиляль Корал |
| 2023 | с | Супергерои — Алтай    | Süper Kahramanlar – Altay | Селин        |